# Distretto municipale di Akim Ovest
Il distretto municipale di Akim Ovest (ufficialmente West Akim Municipal District, in inglese) è un distretto della Regione Orientale del Ghana.